# Anders Christensen Arrebo
Anders Christensen Arrebo, parfois transcrit Anders Kristensen Arreboe, né le 2 janvier 1587 à Ærøskøbing et mort le 12 mars 1637 à Vordingborg, est un poète danois et évêque luthérien.

## Biographie
Anders Arrebo a étudié la théologie à l'université de Copenhague, et déjà à l'âge de 21 ans, il était employé par la congrégation du château à Copenhague. Ses ambitions poétiques ont été exprimées dans des poèmes occasionnels au roi Christian IV. Il gagna ainsi rapidement les faveurs du roi.
Après une courte période en tant que pasteur de l'église Nicolai à Copenhague, Anders Arrebo devint évêque du Diocèse de Nidaros à Trondheim en Norvège en 1618, mais fut déposé en 1622 à cause d'un mode de vie altérée. A Malmö, il a travaillé sur une adaptation des Psaumes. Après sa réhabilitation en 1625, il devint vicaire à Vordingborg.
Sa principale contribution à la littérature est le poème Hexaëmeron.

## Œuvres
- Psautier d'Arrebo, 1623, réédité en 1627
- Hexaëmeron, 1631-1637, publié à titre posthume en 1661
- Le livre des psaumes suédois publié à titre posthume en 1695